# Ansitzjagd

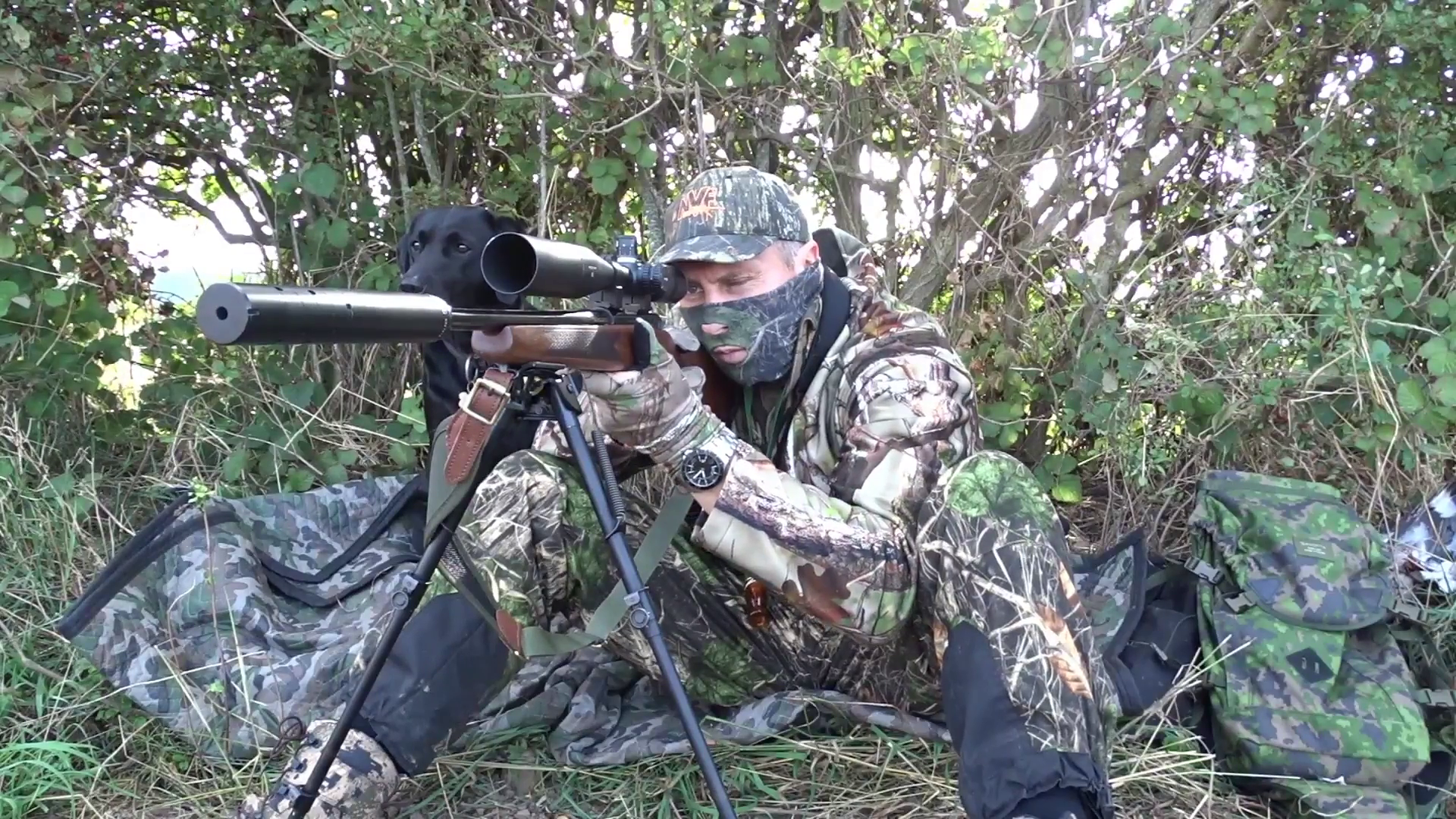
Ansitzjagd auf Wildtauben vom Rand eines frisch eingesäten Feldes

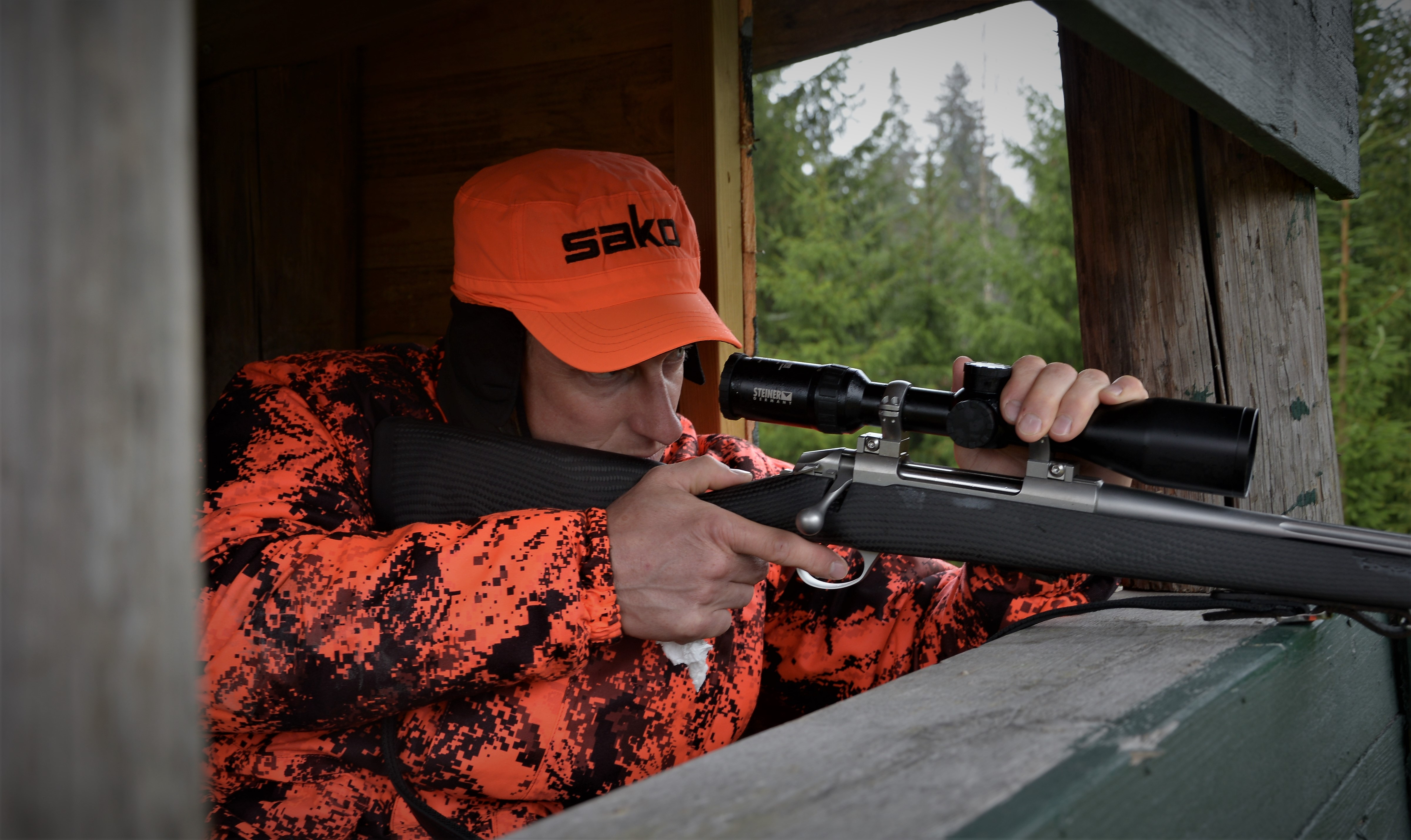
Jäger mit Gewehr im Anschlag auf dem Hochsitz

Bei der Ansitzjagd, kurz Ansitz oder auch Anstand, handelt es sich um eine Jagdart, bei der der Jäger dem Wild an geeigneter Stelle auflauert.

## Jagdart
Die Ansitzjagd wird von einem Jäger alleine oder als sogenannter Sammel-/Gemeinschaftsansitz von mehreren Jägern gemeinsam ausgeübt. Im Gegensatz zu Bewegungsjagden, wie etwa der Drückjagd, wird das Wild dem Schützen dabei nicht von Treibern oder Hunden zugetrieben. Beunruhigung des Wildes wird bei der Ansitzjagd vermieden. Auf dem Hinweg zum Hochsitz oder Ansitz muss der Jäger die Windrichtung beachten. Er darf sich der Fläche, auf der er das Wild erwartet, nur aus der Richtung nähern, in welcher der Wind von der Fläche und den Einständen zu ihm, nicht aber von ihm zur Fläche und zu den Einständen weht. Annäherung aus einer ungünstigen Richtung würde das Wild veranlassen sich zurückzuziehen. Deshalb ist der Erfolg der Ansitzjagd ihn hohem Maße von der Auswahl des richtigen Hochsitzes oder Platzes abhängig, die mit Orientierung an den Windverhältnissen an dem betreffenden Tag getroffen werden sollte.
Das Auflauern bei der Ansitzjagd bietet dem Jäger den Vorteil, dass auftauchendes Wild sich ruhig und angstfrei verhält, solange es vom Jäger keinen Wind bekommt und keine Geräusche des Jägers wahrnimmt. Das erleichtert das Identifizieren sowie Beurteilen (jägersprachlich: Ansprechen) des Wildes und ermöglicht einen vergleichsweise zielsicheren Schuss. Für die Auswahl von geeigneten Ansitzen bedarf es guter Kenntnisse über die Wildwechsel, Einstände, Nahrungsflächen, Windverhältnisse und das Raum-Zeit-Verhalten des Wildes.
Durch häufige Ansitzjagd im selben Gebiet kann jedoch hoher Jagddruck erzeugt werden, der das Wild zur Vermeidung des betreffenden Bereichs veranlasst und im Rahmen der Schwerpunktbejagung zur gezielten Vergrämung von Wild aus einem bestimmten Gebiet angewandt werden kann, etwa um Wildschäden zu vermeiden. Bei unsachgemäßer Anwendung kann der durch andauernde Ansitzjagd erzeugte Jagddruck beim Wild auch unerwünschte Vermeidungsstrategien, wie Nachtaktivität und Scheu vor dem Menschen, verstärken.

## Ansitzeinrichtungen

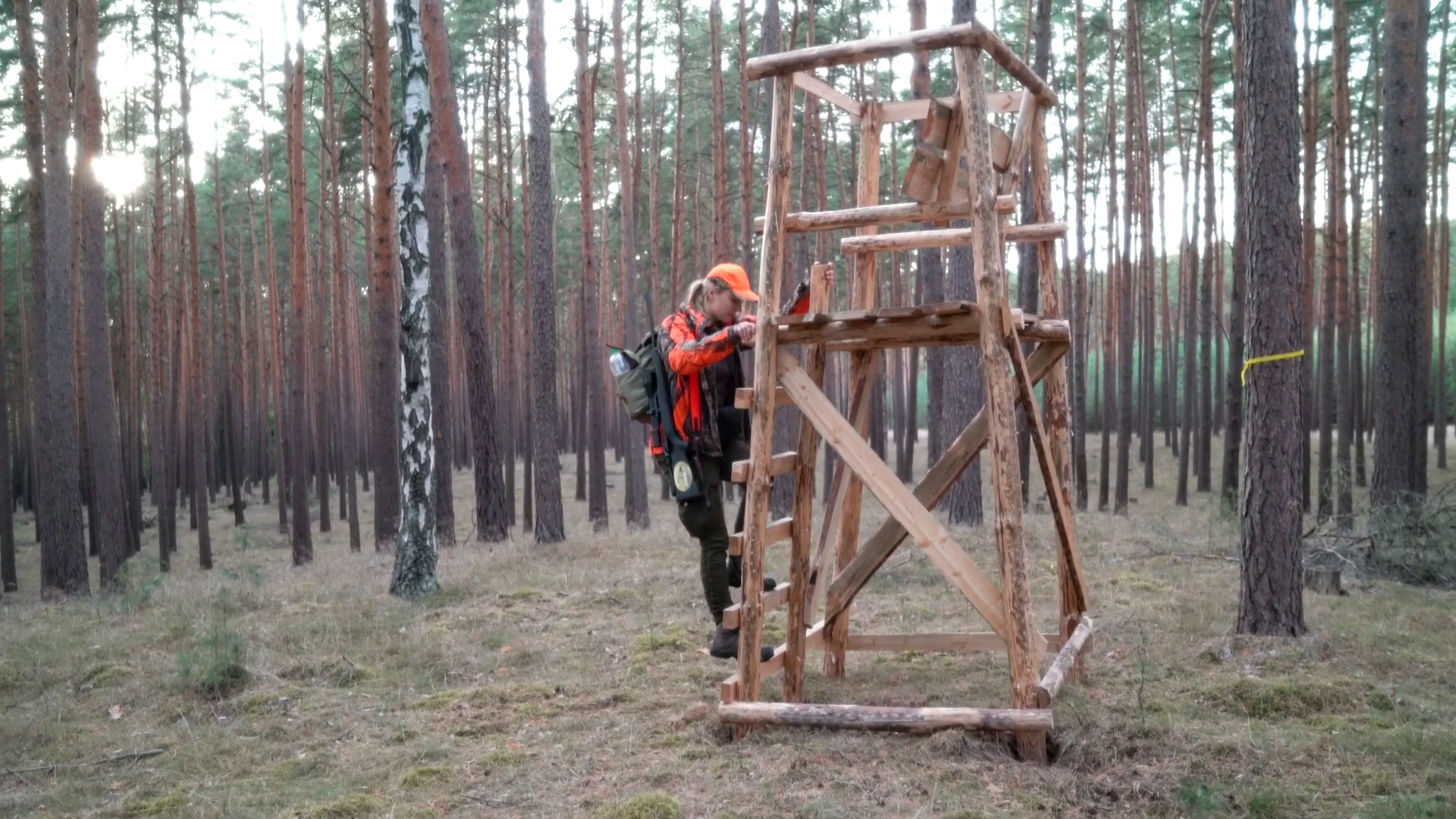
Jägerin beim Besteigen eines Ansitzes

An besonders geeigneten Plätzen, wie etwa oft genutzten Wildwechseln, Waldrändern oder an Kirrungen, werden bevorzugt verschiedene Formen von Ansitzeinrichtungen (z. B. Jagdschirme, Ansitzleitern, Klettersitze oder Kanzeln) platziert. Abhängig von der Bauform können Ansitze dabei verschiedene Funktionen erfüllen: An ihren Seiten verblendete Ansitze können optische Tarnung bieten, überdachte Ansitze können dem darunter verharrenden Jäger Schutz vor Wind und Wetter gewähren, erhöhte Ansitze können einen besseren Überblick und einen sichereren Kugelfang bei Schussabgabe gewährleisten. Besonders hohe Ansitze können neben der optischen Tarnung auch geruchstarnend wirken, indem sie den Körpergeruch des Jägers für das Wild „aus dem Wind halten.“